# Wereldbeker schaatsen 2014/2015 - Ploegenachtervolging mannen
De ploegenachtervolging voor mannen voor de wereldbeker schaatsen 2014/2015 stond drie keer op het programma. De eerste was op 15 november 2014 in Obihiro en de laatste was in Heerenveen op 12 december 2014.
Titelverdediger was Nederland dat in 2013/2014 alle vier de wedstrijden won, twee keer het wereldrecord verbeterde en ook Olympisch kampioen werd. De door diverse afzeggingen geplaagde Nederlandse ploeg won slechts één wedstrijd, net als Polen en Zuid-Korea. Uiteindelijk was Zuid-Korea de regelmatigste voor Nederland en Polen.

## Podia
| Wedstrijd: | Goud:                                                   | Tijd    | Zilver:                                                     | Tijd    | Brons:                                                             | Tijd    |
| Obihiro    | Nederland Sven Kramer Wouter olde Heuvel Douwe de Vries | 3.43,68 | Zuid-Korea Kim Cheol-min Ko Byung-wook Lee Seung-hoon       | 3.47,15 | Rusland Aleksandr Roemjantsev Danila Semerikov Danil Sinitsyn      | 3.48,22 |
| Berlijn    | Polen Zbigniew Bródka Konrad Niedźwiedzki Jan Szymański | 3.45,88 | Zuid-Korea Kim Cheol-min Ko Byung-wook Lee Seung-hoon       | 3.46,97 | Nederland Arjan Stroetinga Frank Vreugdenhil Douwe de Vries        | 3.47,58 |
| Heerenveen | Zuid-Korea Kim Cheol-min Ko Byung-wook Lee Seung-hoon   | 3.44,57 | Nederland Arjan Stroetinga Frank Vreugdenhil Douwe de Vries | 3.44,97 | Noorwegen Håvard Bøkko Fredrik van der Horst Sverre Lunde Pedersen | 3.45,52 |

## Eindstand
| #  | Land       | Schaatsers                                                   | OBI | BER | HVN | Totaal |
| -- | ---------- | ------------------------------------------------------------ | --- | --- | --- | ------ |
| 1  | Zuid-Korea | Kim, Ko, Lee                                                 | 80  | 80  | 150 | 310    |
| 2  | Nederland  | Kramer, W. olde Heuvel, Stroetinga, Vreugdenhil, D. de Vries | 100 | 70  | 120 | 290    |
| 3  | Polen      | Bródka, Niedźwiedzki, Szymański                              | 60  | 100 | 45  | 205    |
| 4  | Italië     | Giovannini, Stefani, Tumolero                                | 40  | 50  | 76  | 166    |
| 5  | Rusland    | Joeskov, Roemjantsev, Semerikov, Sinitsyn                    | 70  | 60  | 36  | 166    |
| 6  | Canada     | Belchos, Bloemen, Derraugh, Janssens, Morrison, Waples       | 30  | 45  | 90  | 165    |
| 7  | Noorwegen  | Bøkko, Van der Horst, Lorentzen, Pedersen                    |     | 35  | 106 | 141    |
| 8  | Japan      | Nakamura, Oda, Ogawa, Williamson                             | 50  | 30  | 32  | 112    |
| 9  | Duitsland  | Baumgärtner, Beckert, Dressel, Pflug, Weber                  | 35  | 25  | 40  | 100    |
| 10 | Oostenrijk | Hager, Heidegger, Smallenbroek                               | 45  | 40  |     | 85     |
| 11 | China      | Li, Liu, Sun, Talabuhan                                      | 25  | 21  | 28  | 74     |

2004/2005 · 
2005/2006 · 
2006/2007 · 
2007/2008 · 
2008/2009 · 
2009/2010 · 
2010/2011 · 
2011/2012 · 
2012/2013 · 
2013/2014 · 
2014/2015 · 
2015/2016 · 
2016/2017 · 
2017/2018 · 
2018/2019 · 
2019/2020 · 
2020/2021 · 
2021/2022 · 
2022/2023 · 
2023/2024 · 
2024/2025